# 市原ぞうの国
市原ぞうの国（いちはらぞうのくに）は、千葉県市原市山小川にある動物園である。アジアゾウ9頭、アフリカゾウ1頭、合計10頭のゾウが飼育されており、その数は国内最多である。サテライトパークとしてサユリワールド、勝浦ぞうの楽園も運営しており、市原ぞうの国とサユリワールドの2園でアニマルワンダーリゾウトを構成している。

## 施設
山小川ファーム動物クラブ、有限会社湘南動物プロダクションを前身に、1989年（平成元年）開園。日本動物園水族館協会加盟園館。総面積約3.5ヘクタール。所在地は千葉県市原市山小川937。
ゾウ（主にアジアゾウ）を多数飼育しているため「市原ぞうの国」という名称を用いている。動物と身近に接する展示を特徴としており、園内では希少動物を直接触れる貴重な体験ができる。これらを含め、約70種類、約350頭羽の動物を飼育している。

## 沿革
- 1989年4月28日 - 「湘南動物プロダクション」を母体として「山小川ファーム動物クラブ」開園。
- 1996年 - 「市原ぞうの国」に改称。
- 1998年 - 経営者独立のため、有限会社湘南動物プロダクションを有限会社哲夢に改称。
- 2005年 - 千葉県勝浦市に「勝浦ぞうの楽園」を開設。
- 2011年7月30日 - 「Sayuri World」とペンション「PENSION OWL」を一次開園[2]。
- 2021年3月23日 - 「Sayuri World」とともに、総合名称を「アニマルワンダーリゾウト（ANIMAL WONDER REZOURT）」としてリニューアルオープン[3][4]。

## 展示

### ゾウ

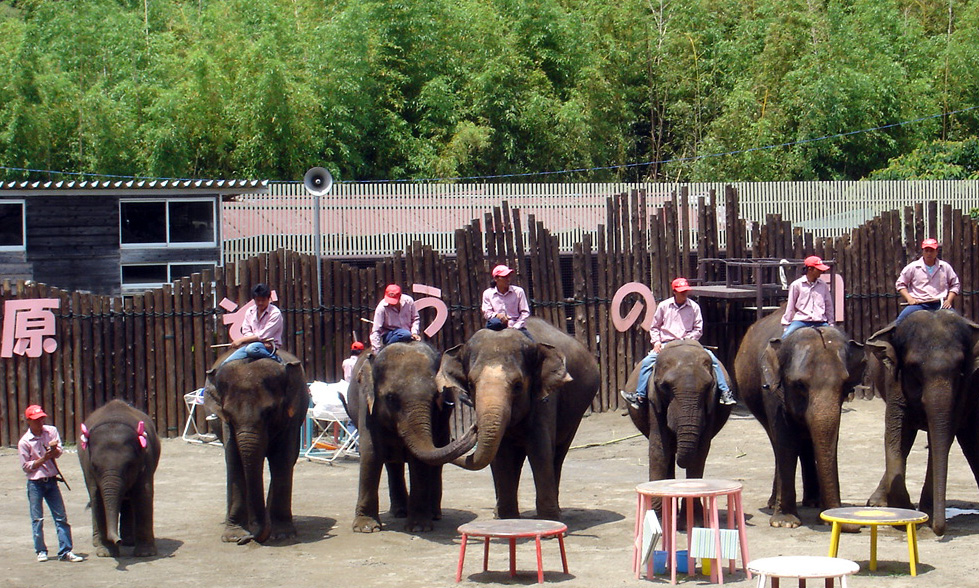
ぞうさんショー

2021年（令和3年）6月現在、アジアゾウ9頭、アフリカゾウ1頭、合計10頭のゾウが飼育されており、その数は国内最多である。過去、月岡動物園（1991年閉園）、甲子園阪神パーク（2003年閉園）、南紀白浜ワールドサファリ（現：アドベンチャーワールド）など、他の動物園やサーカスからもゾウを引き取っている。
ゾウによるショー「ぞうさんのパフォーマンスタイム」をはじめ、実際にゾウの背中に乗る事ができる「ぞうさんライド」（エレファントライド）、ゾウの鼻にぶら下がる事のできる「ぞうさんリフト」が名物となっている。なお、ぞうさんのパフォーマンスタイムにてゾウを操るゾウ使いは、全員タイ人である。
園内に設けられている「象のものしり館」では、日本国内におけるゾウの飼育状況や生態を紹介しており、ゾウに関する知識の普及活動を積極的に行っている。

### 飼育動物の一覧
上記以外にも以下の動物を飼育している。
| - カバ - ラマ - オオカンガルー - ニホンザル - フサオマキザル - ケープペンギン | - チンパンジー - レッサーパンダ - アライグマ - アメリカビーバー - ビントロング - イリエワニ | - マーラ - カピバラ - エミュー - モモイロペリカン - ヨーロッパフラミンゴ - インドクジャク | - アンデスコンドル - グリーンイグアナ - ケヅメリクガメ - ヨウスコウワニ - トナカイ - タヌキ |

## エピソード
- 園内に『オレたちひょうきん族』に出演していた、牛の吉田君の墓がある[5]。
- 現在の湘南動物プロダクション（所在地：成田市）は経営者独立により設立された2代目法人であり、市原ぞうの国・哲夢（旧湘南動物プロダクション（初代法人））両社と一切の業務・資本関係は無い[6]。
- 当園のチンパンジー・スマイルと阿蘇カドリー・ドミニオンに住むパンくんとは異母兄弟で、パンくんの娘プリンちゃんの叔父に当たる。

## ギャラリー

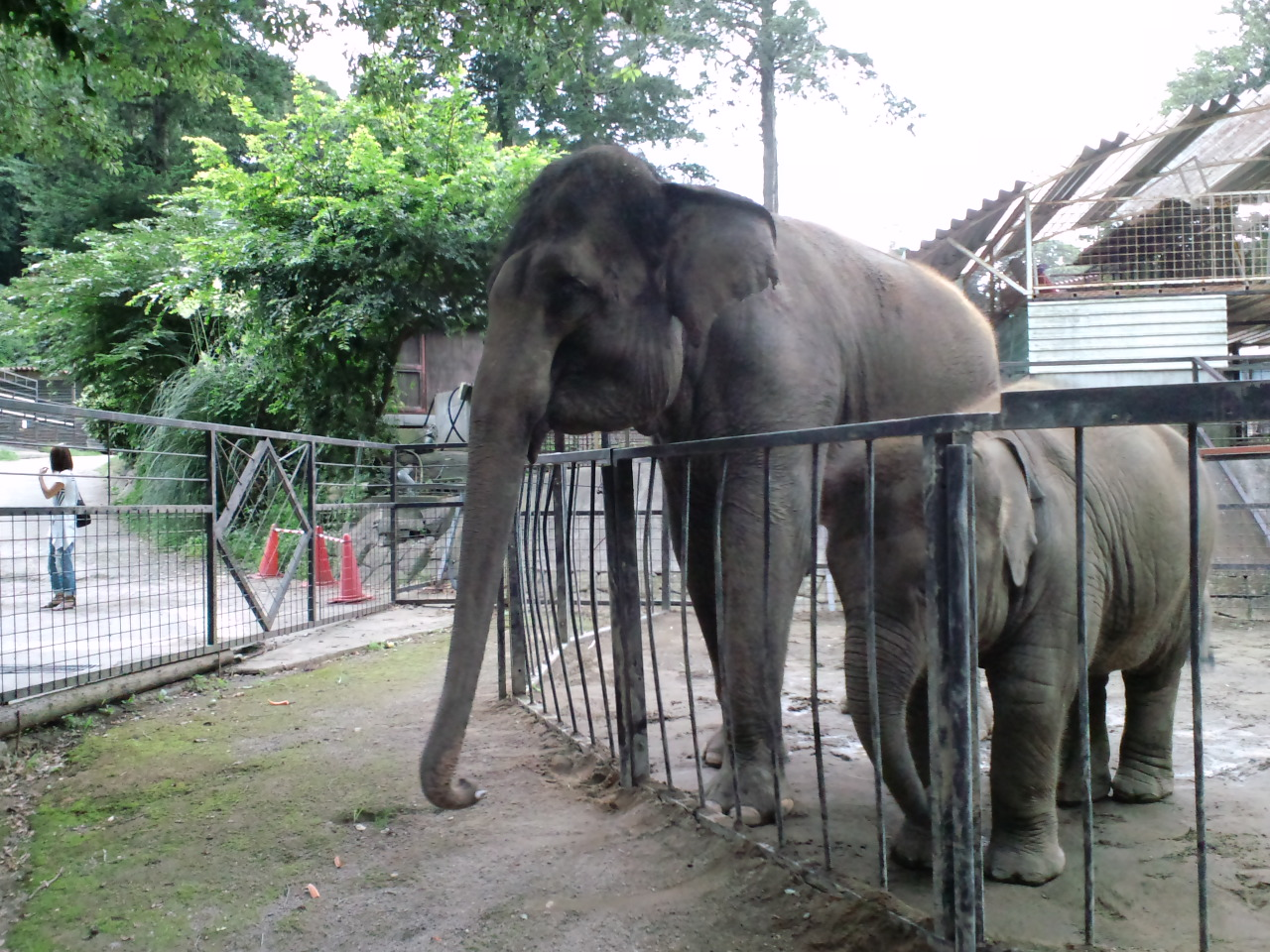
放飼場での子象「ゆめ花」と母「プーリー」
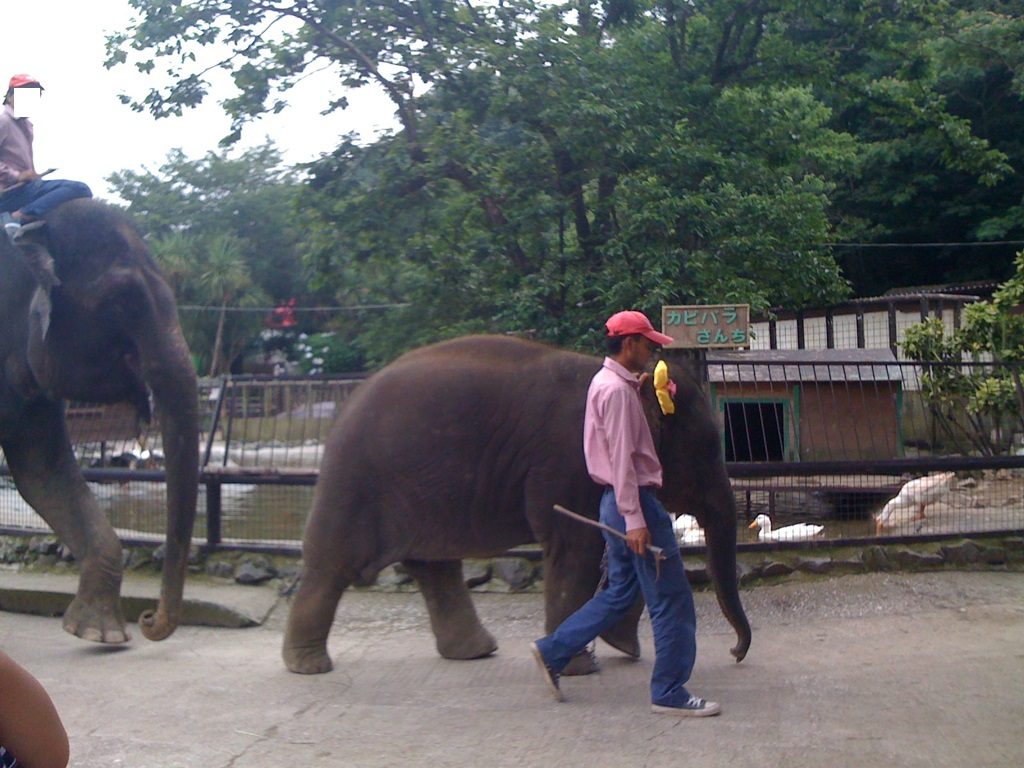
園内を移動する子象「ゆめ花」

## サユリワールド
サユリワールドは、千葉県市原市山小川にある動物園である。事実上の市原ぞうの国の付随施設（サテライトパーク、分園）と言える存在である。展示動物も市原ぞうの国と組織内移動をしている。
柵がない状態でキリンやカンガルーと至近距離でふれあうことのできる施設。キリンといっしょに食事ができる「キリンさんとブランチ」が好評。市原ぞうの国とのセット入場券あり。市原ぞうの国から徒歩5分。無料シャトルバスも運行している。
所在地は千葉県市原市山小川771。

### ペンションOWL
サユリワールドに併設されている会員向けペンション（宿泊施設）。部屋からキリンを見ることができる。
ペンションの名はGiraffe（キリン）ではなくOWL（フクロウ）である。サユリは園長の名で、プライベートガーデンの雰囲気となっている。

## 勝浦ぞうの楽園
勝浦ぞうの楽園（かつうらぞうのらくえん）は、千葉県勝浦市にある会員制動物園である。2005年に13ヘクタールの自然の山野に開設されたゾウの養老エリア。
ゾウに騎乗し、ゾウ使いと共に山野の散策を行う「エレファントトレッキング」ができる会員制施設。現在は休園中。
所在地は千葉県勝浦市台宿88。

## アクセス
鉄道
- 小湊鉄道 高滝駅より無料送迎バスあり。所要時間約10分。

高速バス
- 市原鶴舞バスターミナルより無料送迎バスあり。

自動車
- 首都圏中央連絡自動車道（圏央道）市原鶴舞ICより 県道168号線を高滝方面へ約2キロメートル。
- 館山自動車道 市原ICより 国道297号線を勝浦方面へ約25キロメートル。